# Targon
Targon é uma comuna francesa na região administrativa da Nova Aquitânia, no departamento da Gironda. Estende-se por uma área de 25,95 km². Em 2010 a comuna tinha 2 090 habitantes (densidade: 80,5 hab./km²).